# Campeonato Europeu de Equipas de 2019
O Campeonato da Europa de Nações é uma competição de atletismo onde, num total de quatro divisões ou ligas, participam diferentes países da Europa. É a sucessora da finda Taça da Europa.
A oitava edição decorreu entre os dias 9 a 11 de agosto, a Super Liga em Bydgoszcz na  Polónia, 1ª Liga em Sandnes na  Noruega, 2ª Liga em Varaždin na  Croácia e a 3ª Liga em Skopje na  Macedônia do Norte.

## Super Liga
Países participantes
| Alemanha · Polónia · França · Reino Unido · Espanha · Ucrânia | Itália · Chéquia · Grécia · Suécia (promovido) · Finlândia (promovido) · Suíça (promovido) |

#### Classificação Final
| Pos | Pais        | Pts   | Obs.                  |
| --- | ----------- | ----- | --------------------- |
| 1   | Polónia     | 345   |                       |
| 2   | Alemanha    | 317.5 |                       |
| 3   | França      | 316.5 |                       |
| 4   | Itália      | 316   |                       |
| 5   | Reino Unido | 302.5 |                       |
| 6   | Espanha     | 294.5 |                       |
| 7   | Ucrânia     | 225   |                       |
| 8   | Chéquia     | 219.5 | Descem a 1ª Liga 2021 |
| 9   | Suécia      | 210.5 | Descem a 1ª Liga 2021 |
| 10  | Grécia      | 197   | Descem a 1ª Liga 2021 |
| 11  | Finlândia   | 190   | Descem a 1ª Liga 2021 |
| 12  | Suíça       | 175   | Descem a 1ª Liga 2021 |

## Primeira Liga
Países participantes
Uma promoção a Superliga, 5 rebaixamentos para a Segunda Liga (4 sem Rússia não inscrita):
| Bielorrússia (despromovido) · Países Baixos (despromovido) · Rússia (despromovido) · Turquia · Portugal · Noruega | Roménia · Irlanda · Bélgica · Hungria (promovido) · Eslováquia (promovido) · Lituânia (promovido) |

#### Classificação Final
| Pos | Pais          | Pts   | Obs.                        |
| --- | ------------- | ----- | --------------------------- |
| 1   | Portugal      | 302   | Promovida a Super Liga 2021 |
| 2   | Bielorrússia  | 281   |                             |
| 3   | Noruega       | 269   |                             |
| 4   | Países Baixos | 259   |                             |
| 5   | Bélgica       | 241   |                             |
| 6   | Turquia       | 234   |                             |
| 7   | Irlanda       | 227   |                             |
| 8   | Roménia       | 225.5 | Descem a 2ª Liga 2021       |
| 9   | Hungria       | 223   | Descem a 2ª Liga 2021       |
| 10  | Eslováquia    | 186   | Descem a 2ª Liga 2021       |
| 11  | Lituânia      | 173.5 | Descem a 2ª Liga 2021       |
|     | Rússia        |       | Descem a 2ª Liga 2021       |

## Segunda Liga
Países participantes
| Estónia (despromovido) · Bulgária (despromovido) · Dinamarca (despromovido) · Eslovênia · Chipre · Letônia | Croácia · Israel · Áustria · Luxemburgo (promovido) · Geórgia (promovido) · Malta (promovido) |

#### Classificação Final
| Pos | Pais       | Pts   | Obs                      |
| --- | ---------- | ----- | ------------------------ |
| 1   | Estónia    | 336.5 | Promovida a 1ª Liga 2021 |
| 2   | Eslovênia  | 321   |                          |
| 3   | Dinamarca  | 313   |                          |
| 4   | Letônia    | 306   |                          |
| 5   | Croácia    | 306   |                          |
| 6   | Bulgária   | 297   |                          |
| 7   | Israel     | 279.5 |                          |
| 8   | Áustria    | 275   | Descem a 3ª Liga 2021    |
| 9   | Chipre     | 259   | Descem a 3ª Liga 2021    |
| 10  | Luxemburgo | 179   | Descem a 3ª Liga 2021    |
| 11  | Geórgia    | 140   | Descem a 3ª Liga 2021    |
| 12  | Malta      | 95    | Descem a 3ª Liga 2021    |

## Terceira Liga
Países participantes
| Sérvia (despromovido) · Islândia (despromovido) · Moldávia (despromovido) · Bósnia e Herzegovina · Montenegro · Armênia | Macedônia do Norte · Andorra · Azerbaijão · Albânia · Kosovo · San Marino · Associação Atlética de Pequenos Estados da Europa |

#### Classificação Final
| Pos | Pais                 | Pts   | Obs                      |
| --- | -------------------- | ----- | ------------------------ |
| 1   | Islândia             | 430   | Promovida a 2ª Liga 2021 |
| 2   | Sérvia               | 427   |                          |
| 3   | Bósnia e Herzegovina | 385   |                          |
| 4   | Moldávia             | 377   |                          |
| 5   | Montenegro           | 283   |                          |
| 6   | Armênia              | 273   |                          |
| 7   | Macedônia do Norte   | 263   |                          |
| 8   | San Marino           | 228.5 |                          |
| 9   | Kosovo               | 181.5 |                          |
| 10  | Albânia              | 172.5 |                          |
| 11  | Azerbaijão           | 149   |                          |
| 12  | Andorra              | 108.5 |                          |
| 13  | AASSE                | 72    |                          |